# Nordens hus (Island)
Nordens hus (islandsk: Norræna húsið, finsk: Pohjolan talo) er en kulturstiftelse og et kulturhus i Reykjavik, drevet med støtte fra Nordisk ministerråd. Nordens hus har som mål at fremme og styrke båndene mellem Island og de andre nordiske lande.
Huset er tegnet af den finske arkitekt og designer Alvar Aalto og blev indviet i 1968. Det rummer blandt andet et bibliotek med bøger på alle de nordiske sprog, en café og indeholdt desuden tidligere kontorer for de nordiske landes sendelektorer ved Háskóli Íslands. Den sidste forlod huset i 2018. Disse lokaler bliver nu brugt som kontorer og mødelokaler.
Den nuværende direktør af huset, fra den 2. Januar 2019, er Sabina Westerholm fra Finland.